# Tirreno–Adriatico 2025
60. ročník etapového cyklistického závodu Tirreno–Adriatico se konal mezi 10. a 16. březnem 2025 v Itálii.
Závod byl součástí UCI World Tour 2025 na úrovni 2.UWT a byl sedmým závodem tohoto seriálu.

## Týmy
Závodu se zúčastnilo všech 18 UCI WorldTeamů a 6 UCI ProTeamů.
UCI WorldTeamy
- Alpecin–Deceuninck
- Arkéa–B&B Hotels
- Cofidis
- Decathlon–AG2R La Mondiale
- EF Education–EasyPost
- Groupama–FDJ
- Ineos Grenadiers
- Intermarché–Wanty
- Lidl–Trek
- Movistar Team
- Red Bull–Bora–Hansgrohe
- Soudal–Quick-Step
- Team Bahrain Victorious
- Team Picnic PostNL
- Team Jayco–AlUla
- UAE Team Emirates XRG
- Visma–Lease a Bike
- XDS Astana Team

UCI ProTeamy
- Israel–Premier Tech
- Q36.5 Pro Cycling Team
- Team Polti VisitMalta
- Tudor Pro Cycling Team
- Uno-X Mobility
- VF Group–Bardiani–CSF–Faizanè

## Trasa a etapy
| Etapa         | Datum         | Trasa                                           | Vzdálenost | Typ        | Typ                  | Vítěz                  |
| ------------- | ------------- | ----------------------------------------------- | ---------- | ---------- | -------------------- | ---------------------- |
| 1             | 10. března    | Lido di Camaiore                                | 11.,5 km   |            | Individuální časovka | Filippo Ganna (ITA)    |
| 2             | 11. března    | Camaiore – Follonica                            | 192 km     |            | Zvlněná etapa        | Jonathan Milan (ITA)   |
| 3             | 12. března    | Follonica – Colfiorito                          | 239 km     |            | Středně těžká etapa  | Andrea Vendrame (ITA)  |
| 4             | 13. března    | Norcia – Trasacco                               | 190 km     |            | Středně těžká etapa  | Olav Kooij (NED)       |
| 5             | 14. března    | Ascoli Piceno – Pergola                         | 205 km     |            | Horská etapa         | Fredrik Dversnes (NOR) |
| 6             | 15. března    | Cartoceto – Frontignano                         | 163 km     |            | Horská etapa         | Juan Ayuso (ESP)       |
| 7             | 16. března    | Porto Potenza Picena – San Benedetto del Tronto | 147 km     |            | Rovinatá etapa       | Jonathan Milan (ITA)   |
| Celková délka | Celková délka | Celková délka                                   | 1 147,5 km | 1 147,5 km | 1 147,5 km           | 1 147,5 km             |

## Průběžné pořadí
| Etapa          | Vítěz            | Celkové pořadí | Bodovací soutěž | Vrchařská soutěž | Soutěž mladých jezdců | Soutěž týmů           |
| -------------- | ---------------- | -------------- | --------------- | ---------------- | --------------------- | --------------------- |
| 1              | Filippo Ganna    | Filippo Ganna  | Filippo Ganna   | neuděleno        | Juan Ayuso            | Ineos Grenadiers      |
| 2              | Jonathan Milan   | Filippo Ganna  | Jonathan Milan  | Davide Bais      | Jonathan Milan        | Ineos Grenadiers      |
| 3              | Andrea Vendrame  | Filippo Ganna  | Jonathan Milan  | Manuele Tarozzi  | Juan Ayuso            | UAE Team Emirates XRG |
| 4              | Olav Kooij       | Filippo Ganna  | Jonathan Milan  | Manuele Tarozzi  | Juan Ayuso            | UAE Team Emirates XRG |
| 5              | Fredrik Dversnes | Filippo Ganna  | Jonathan Milan  | Manuele Tarozzi  | Juan Ayuso            | UAE Team Emirates XRG |
| 6              | Juan Ayuso       | Juan Ayuso     | Tom Pidcock     | Manuele Tarozzi  | Juan Ayuso            | UAE Team Emirates XRG |
| 7              | Jonathan Milan   | Juan Ayuso     | Jonathan Milan  | Manuele Tarozzi  | Juan Ayuso            | UAE Team Emirates XRG |
| Konečné pořadí | Konečné pořadí   | Juan Ayuso     | Jonathan Milan  | Manuele Tarozzi  | Juan Ayuso            | UAE Team Emirates XRG |

## Konečné pořadí
| Legenda | Legenda                         | Legenda | Legenda                               |
| ------- | ------------------------------- | ------- | ------------------------------------- |
|         | Označuje lídra celkového pořadí |         | Označuje lídra soutěže mladých jezdců |
|         | Označuje lídra bodovací soutěže |         | Označuje lídra vrchařské soutěže      |

### Celkové pořadí
| Pořadí | Jezdec                 | Tým                     | Čas         |
| ------ | ---------------------- | ----------------------- | ----------- |
| 1      | Juan Ayuso (ESP)       | UAE Team Emirates XRG   | 28h 41' 24" |
| 2      | Filippo Ganna (ITA)    | Ineos Grenadiers        | + 35"       |
| 3      | Antonio Tiberi (ITA)   | Team Bahrain Victorious | + 36"       |
| 4      | Derek Gee (CAN)        | Israel–Premier Tech     | + 42"       |
| 5      | Jai Hindley (AUS)      | Red Bull–Bora–Hansgrohe | + 53"       |
| 6      | Tom Pidcock (GBR)      | Q36.5 Pro Cycling Team  | + 56"       |
| 7      | Mikel Landa (ESP)      | Soudal–Quick-Step       | + 1' 05"    |
| 8      | David de la Cruz (ESP) | Q36.5 Pro Cycling Team  | + 1' 32"    |
| 9      | Pello Bilbao (ESP)     | Team Bahrain Victorious | + 1' 32"    |
| 10     | Mattia Cattaneo (ITA)  | Soudal–Quick-Step       | + 1' 38"    |

### Bodovací soutěž
| Pořadí | Jezdec | Tým | Body |
| ------ | ------ | --- | ---- |
| 1      |        |     |      |
| 2      |        |     |      |
| 3      |        |     |      |
| 4      |        |     |      |
| 5      |        |     |      |
| 6      |        |     |      |
| 7      |        |     |      |
| 8      |        |     |      |
| 9      |        |     |      |
| 10     |        |     |      |

### Vrchařská soutěž
| Pořadí | Jezdec | Tým | Body |
| ------ | ------ | --- | ---- |
| 1      |        |     |      |
| 2      |        |     |      |
| 3      |        |     |      |
| 4      |        |     |      |
| 5      |        |     |      |
| 6      |        |     |      |
| 7      |        |     |      |
| 8      |        |     |      |
| 9      |        |     |      |
| 10     |        |     |      |

### Soutěž mladých jezdců
| Pořadí | Jezdec | Tým | Čas |
| ------ | ------ | --- | --- |
| 1      |        |     |     |
| 2      |        |     |     |
| 3      |        |     |     |
| 4      |        |     |     |
| 5      |        |     |     |
| 6      |        |     |     |
| 7      |        |     |     |
| 8      |        |     |     |
| 9      |        |     |     |
| 10     |        |     |     |

### Soutěž týmů
| Pořadí | Tým | Čas |
| ------ | --- | --- |
| 1      |     |     |
| 2      |     |     |
| 3      |     |     |
| 4      |     |     |
| 5      |     |     |
| 6      |     |     |
| 7      |     |     |
| 8      |     |     |
| 9      |     |     |
| 10     |     |     |